# 佐野瑞樹 (アナウンサー)
佐野 瑞樹（さの みずき、1971年（昭和46年）12月9日 - ）は、フジテレビのアナウンサー。

## 来歴・人物
静岡県富士市出身。静岡県立富士高等学校卒業。早稲田大学人間科学部スポーツ科学科（現・スポーツ科学部）卒業。早稲田大学在学中の知己に仁志敏久がいる。1994年にフジテレビに入社。同期入社のアナウンサーは木佐彩子、富永美樹、武田祐子。ニッポン放送からの転籍者は川野良子。
『めちゃ²イケてるッ!』には前身番組の『とぶくすりZ』の大晦日スペシャル（1994年12月31日）のニュースドッキリ以降関わるようになり、『めちゃ²モテたいッ!』からレギュラー出演するようになった。
競馬のGIレースの実況を2004年のNHKマイルカップから担当した。球技ではプロ野球の東京ヤクルトスワローズ対読売ジャイアンツ戦、サッカー日本代表の試合やJリーグカップ決勝戦を、ワールドカップバレーボールにおいては日本の試合が行われない会場（Bサイト）の試合や海外で行われた女子ワールドグランプリの日本戦や女子Vリーグ、春の高校バレー・準決勝の各種実況を務めた。
2006年10月7日より3年半ぶりに『すぽると!』出演。土曜日総合司会を担当した。
私生活では2000年10月、戸塚貴久子と結婚するも2004年3月に離婚（子供なし）。2007年8月、2006年に友人の紹介で知り合った11歳年下の一般人女性と再婚したが、2014年2月に離婚が報じられた。2人目の妻との間にも子供はいなかった。
2007年10月の人事異動で、「もうちょっと成長したい」と自ら希望し野島卓に代わりニューヨーク支局に異動。『めちゃ²イケてるッ!』を2007年9月29日放送分をもっていったん降板し、再婚した妻と渡米した。
ニューヨーク滞在時は、『めざにゅ〜』のコーナー「めざにゅ〜よーく」、『めざましテレビ』のコーナー「Oh! my NY」にレポーターとして出演したほか、『FCIモーニングEye』（フジサンケイ・コミュニケーションズ・インターナショナル制作、ケーブルテレビで在米日本人向けに『FNNスーパーニュース』等を編集し放送しているニュース番組）で、アメリカ国内のニュース読みも担当した。
2010年9月、アメリカ・ニューヨークから帰国。前述のようにスポーツ・バラエティ番組を長く担当していたが、帰国後はスポーツ実況から離れている。
「プロ野球の歴代選手の通算打率ベスト10を言える」という特技がある。後輩の倉田大誠とは2人で海外旅行に行くなど仲が良い。
2022年4月2日をもって、11年6ヶ月担当した『めざましどようび』を退任。翌週4日からは平日の『バイキングMORE』の後番組『ポップUP!』の進行MCをかつて『めざましどようび』で共演していた山﨑夕貴と共同で担当（同じく4日に放送された『ネプリーグ』2代目天の声もこの日の放送で退任した（後任は2015年3月まで天の声を務めていた伊藤利尋が再任した）。なお、『ポップUP!』開始から終了まで一貫して『みんなのKEIBA』のMCを継続して担当していたため、週6日生放送の勤務体制となっていた。
2023年6月28日付でシニア局次長待遇及び統括チーフアナウンサーバラエティ担当に昇進。

## 現在の出演番組
- みんなのKEIBA（2016年1月10日 - ） - MC
- ネタパレ（進行）
- オールナイトフジコ（進行・謝罪担当）
- スポーツ中継（駅伝）
- ウマウマ! 〜アノミズキのビギナー育成TV〜（2023年10月8日 - ） - メーンキャラクター[9]
- ウマの耳に実況（2024年4月 - ） - MC ※不定期放送[10]
- うまレボ！（2025年1月4日 - ） - アシスタント[11]
- 坂上どうぶつ王国（2025年1月31日 - ） - ナレーター
- ネプリーグ（2015年4月6日 - 2022年4月4日） - 2代目天の声[注 1]

## 過去の出演番組
報道・情報番組
| 期間                               | 期間                               | 番組名                      | 役職                                    | 担当日     |
| ---------------------------------- | ---------------------------------- | --------------------------- | --------------------------------------- | ---------- |
| 1997年10月4日                      | 1998年3月28日                      | めざましテレビ週末号        | 司会                                    | 土曜日     |
| 2001年4月1日                       | 2003年3月30日                      | EZ!TV                       | 『EZ!すぽると!』キャスター              | 日曜日     |
| 2001年4月7日                       | 2003年3月29日                      | すぽると!                   | 総合司会                                | 土曜日     |
| 2005年4月4日                       | 2005年9月30日                      | F2スマイル                  | MC                                      | 平日       |
| 2006年1月9日                       | 2006年12月25日                     | FNNレインボー発・あすの天気 | キャスター                              | 隔週月曜日 |
| 2006年10月7日                      | 2007年9月29日                      | ニュース&すぽると!          | 『すぽると! WEEKEND SPECIAL』キャスター | 土曜日     |
| 2007年10月1日                      | 2010年9月24日                      | めざにゅ〜                  | ニューヨークレポーター                  | （交替制） |
| 2007年10月1日                      | 2010年9月24日                      | めざましテレビ              | ニューヨークレポーター                  | （交替制） |
| 2007年10月6日                      | 2010年9月25日                      | めざましどようび            | ニューヨークレポーター                  | 隔週土曜日 |
| 2010年10月2日                      | 2011年3月26日                      | めざましどようび            | 情報キャスター                          | 土曜日     |
| 2011年4月2日                       | 2022年4月2日                       | めざましどようび            | 総合司会                                | 土曜日     |
| 2010年10月2日                      | 2012年3月31日                      | めざましどようびメガ        |                                         | 土曜日     |
| 2016年4月3日                       | 2018年3月25日                      | スポーツLIFE HERO'S         | 進行MC                                  | 日曜日     |
| 2020年4月10日 および 2020年8月14日 | 2020年6月26日 および 2020年9月25日 | めざましテレビ              | 臨時総合司会                            | 金曜日     |
| 2022年4月4日                       | 2022年12月23日                     | ポップUP!                   | MC                                      | 平日       |

バラエティ・特別番組・その他
- 今田耕司のシブヤ系うらりんご
- めちゃ²モテたいッ!
- 森田一義アワー 笑っていいとも!（1997年10月 - 2000年9月） - テレフォンアナウンサーとして出演
- 笑っていいとも!増刊号
- 笑っていいとも!特大号
- プレミアの巣窟
- 恋するフットサル
- SWALLOWS BASEBALL L!VE他スポーツ中継（バレーボール、格闘技、サッカーなど）
  - 酔いどれない競馬
- FNS27時間テレビ
- 教えてMr.ニュース 池上彰のそうなんだニッポン 第2回 - （2010年 - ） - 池上彰の海外収録のときのアシスタント
- 日本国大使館・総領事館から在外選挙のお知らせ（アメリカ合衆国内での日本語番組放送の際に流される、第45回衆議院議員総選挙に関する政府広報） - ナレーション
- ゴレンタン（2011年1月 - 9月）
- 世界は言葉でできている（2011年10月4日 - 2012年3月20日、2012年10月24日 - 2012年12月19日）
- アイアンシェフ（2012年10月26日 - 2013年3月22日）
- ワラッタメ天国（2012年10月28日 - 2013年3月24日） - ナレーション担当
- キビシー!（2013年7月9日） - 司会
- アニメ「ラブリームービー いとしのムーコ」（Season1・Season2） - うしこうさん 役
- 恋愛総選挙 生放送
- ボクらの時代（2015年2月8日） - 羽鳥慎一、伊藤利尋らと共演
- 国分太一のおさんぽジャパン（2015年4月6日 - 2020年3月27日） - 2代目 ナレーション
- ニュースな晩餐会 - ナレーション
- めちゃ²イケてるッ! - めちゃイケ準レギュラーで初回から出演していた。ニューヨーク支局所属時は倉田大誠が担当したが、一時帰国して出演した事があった
- ネプリーグ（2015年4月13日 - 2022年4月4日） - 2代目天の声
  - 就任前に2回、2006年1月23日と2007年10月1日の『ネプリーグ超常識王決定戦』に出演していた。2022年4月4日をもって、同日昼にスタートした情報番組『ポップUP!』の進行MC就任のため、2代目天の声を退任した
- 最強スポーツ統一戦（2018年12月30日・2019年12月30日） - 実況
- KinKi Kidsのブンブブーン
  - （2020年10月3日 - 2022年3月26日） - 4代目ナレーター
  - （2022年7月16日 - ） - 進行（不定期→毎週）
  - （2023年1月7日 - 3月26日） - 6代目ナレーション（伊藤利尋と交代で担当）
- 坂上・サンドのご当地BET旅（2023年3月12日）[12]
- いただきハイジャンプ（2022年2月5日・12日・2023年3月18日・25日） - 「小木スポーツテスト」進行
- キスマイBUSAIKU!?→キスマイ超BUSAIKU!?（2013年4月21日 - 2023年9月29日） - フジテレビブサイクアナウンサー（進行）

 テレビドラマ 
- 妹よ（1994年） - パーティー司会 役
- 離婚弁護士Ⅱ〜ハンサムウーマン〜 第6話（2005年5月24日）
- ロス:タイム:ライフ 第6節「ヒーローショー編」（2008年3月8日） - 声のみ
- 世にも奇妙な物語 25周年スペシャル・春 〜人気マンガ家競演編〜「地縛者」（2015年4月11日） - 大竹レポーター 役

### 競馬GI実況歴
- フェブラリーステークス（2006年 - 2007年）
- NHKマイルカップ（2004年）
- 安田記念（2005年 - 2007年）

### フジレテレビ以外への出演
- 開局!フジテレビラジオ（2011年4月17日 - 2012年4月1日、ニッポン放送）

## 映画
- ONE PIECE 夢のサッカー王!（2002年） - 実況アナウンス 役